# 南伏見町
南伏見町（みなみふしみちょう）は、愛知県名古屋市中区の地名。

## 歴史

### 沿革
- 1871年（明治4年）9月29日 - 愛知郡南伏見町として成立[1][4]。
- 1878年（明治11年）12月20日 - 西七曲筋および堀端筋の各一部を編入する[1]。また、名古屋区成立に伴い、同区南伏見町となる[4]。
- 1889年（明治22年）10月1日 - 名古屋市成立に伴い、同市南伏見町となる[4]。
- 1908年（明治41年）4月1日 - 中区成立に伴い、同区南伏見町となる[1]。
- 1912年（大正元年）10月1日 - 私立名古屋盲啞学校が名古屋市に移管され、小川小学校旧校舎を再利用する[5]。
- 1944年（昭和19年）2月11日 - 栄区成立に伴い、同区南伏見町となる[1]。
- 1945年（昭和20年）11月3日 - 栄区廃止に伴い、中区南伏見町となる[1]。
- 1963年（昭和38年）3月20日 - 1・2丁目の各一部が白川町に編入される[1]。
- 1966年（昭和41年）3月30日 - 住居表示実施に伴い、栄一丁目および同二丁目に編入され消滅[1]。